# Episodi di Progetto Eden
La prima e unica stagione della serie televisiva Progetto Eden, composta da 23 episodi, è stata trasmessa negli Stati Uniti dal canale NBC dal 6 novembre 1994 al 21 maggio 1995.
In Italia è andata in onda su Rai 3 dal 5 luglio 1998 al 14 novembre 2001.
| nº  | Titolo originale                         | Titolo italiano                 | Prima TV USA     | Prima TV Italia  |
| --- | ---------------------------------------- | ------------------------------- | ---------------- | ---------------- |
| 1-2 | First Contact                            | Contatto avvenuto               | 6 novembre 1994  | 5 luglio 1998    |
| 3   | The Man Who Fell to Earth                | Il naufrago                     | 13 novembre 1994 | 6 luglio 1998    |
| 4   | Life Lessons                             | Lezione di vita                 | 20 novembre 1994 | 7 luglio 1998    |
| 5   | Natural Born Grendlers                   | Il baratto                      | 28 maggio 1995   | 5 agosto 1998    |
| 6   | Promises, Promises                       | Promesse promesse               | 27 novembre 1994 | 8 luglio 1998    |
| 7   | A Memory Play                            | Sabotaggio                      | 4 dicembre 1994  | 9 luglio 1998    |
| 8   | Water                                    | Acqua                           | 11 dicembre 1994 | 10 luglio 1998   |
| 9   | The Church of Morgan                     | Il matrimonio di Morgan         | 18 dicembre 1994 | 13 luglio 1998   |
| 10  | The Enemy Within                         | Il tormento di Julia            | 8 gennaio 1995   | 14 luglio 1998   |
| 11  | Redemption                               | Un'ora per morire               | 22 gennaio 1995  | 15 luglio 1998   |
| 12  | Moon Cross                               | Incrocio di lune                | 5 febbraio 1995  | 16 luglio 1998   |
| 13  | Better Living Through Morganite, Part I  | Si vive meglio con la morganite | 19 febbraio 1995 | 17 luglio 1998   |
| 14  | Better Living Through Morganite, Part II | Il segreto di Yale              | 26 febbraio 1995 | 20 luglio 1998   |
| 15  | Grendlers in the Myst                    | Il mistero dei Grendlers        | 5 marzo 1995     | 23 luglio 1998   |
| 16  | The Greatest Love Story Never Told       | Un amore da sogno               | 12 marzo 1995    | 24 luglio 1998   |
| 17  | Brave New Pacifica                       | Un'attrazione incredibile       | 26 marzo 1995    | 29 luglio 1998   |
| 18  | After the Thaw                           | Il vecchio terriano             | 2 aprile 1995    | 30 luglio 1998   |
| 19  | The Boy Who Would Be Terrian King        | Il futuro di Uly                | 23 aprile 1995   | 31 luglio 1998   |
| 20  | Survival of the Fittest                  | Emozioni                        | 23 aprile 1995   | 3 agosto 1998    |
| 21  | Flower Child                             | I figli dei fiori               | 4 giugno 1995    | 30 giugno 1999   |
| 22  | All About Eve                            | Incontri nel cyberspazio        | 21 maggio 1995   | 14 novembre 2001 |

## Contatto avvenuto
- Titolo originale: First Contact
- Diretto da: Scott Winant
- Scritto da: Michael Duggan, Carol Flint e Mark Levin

### Trama
Per dare una nuova possibilità al genere umano, Devon Adair decide di partire alla volta del pianeta G-889 dove si insedierà una nuova colonia umana. Ma, dopo aver viaggiato in criostasi per 22 anni, il gruppo è costretto a un atterraggio di fortuna. I superstiti si ritrovano lontani mille miglia da New Pacifica e così viene deciso di coprire la distanza che li separa dalla loro destinazione finale a piedi. Ma G-889 non è disabitato, come si era creduto. Uly, il figlio di Devon, viene rapito dai Terriani, una razza intelligente che vive nel sottosuolo e comunica per mezzo dei sogni. Quando fa ritorno al gruppo il piccolo sembra guarito dalla sindrome che lo aveva piagato.

## Il naufrago
- Titolo originale: The Man Who Fell to Earth
- Diretto da: Félix Enríquez Alcalá
- Scritto da: Mark Levin

### Trama
Gli uomini di Adair scoprono di non essere gli unici umani sul pianeta. Viene infatti trovato un uomo di nome Gaal che dichiara di essere un esploratore spaziale. Il gruppo lo accoglie vista la sua conoscenza del pianeta e dei pericoli. Morgan viene colpito dallo stesso animale che aveva ucciso il comandante O'Neill.
- Special guest star: Tim Curry, Richard Bradford

## Lezione di vita
- Titolo originale: Life Lessons
- Diretto da: Daniel Sackheim
- Scritto da: Jennifer Flackett

### Trama
- Special guest star: Tim Curry

## Il baratto
- Titolo originale: Natural born Grendlers
- Diretto da: Michael Grossman
- Scritto da: Carl Cramer e David Solmonson

## Promesse promesse
- Titolo originale: Promises, promises
- Diretto da: Félix Enríquez Alcalá
- Scritto da: P.K. Simonds

### Trama
- Special guest star: Tim Curry

## Sabotaggio
- Titolo originale: A memory play
- Diretto da: Deborah Reinisch
- Scritto da: Mark Levin, Jennifer Flackett

### Trama
- Special guest star: Julius Carry, LaTanya Richardson

## Acqua
- Titolo originale: Water
- Diretto da: Joe Napolitano
- Scritto da: Carol Flint

### Trama
- Special guest star: Terry O'Quinn

## Il matrimonio di Morgan
- Titolo originale: The church of Morgan
- Diretto da: Joe Napolitano
- Scritto da: Michael Duggan

### Trama
- Special guest star: Terry O'Quinn

## Il tormento di Julia
- Titolo originale: The enemy within
- Diretto da: John Harrison
- Scritto da: Eric Estrin e Michael Berlin

### Trama
- Special guest star: Terry O'Quinn

## Un'ora per morire
- Titolo originale: Redemption
- Diretto da: Joe Ann Fogle
- Scritto da: Arthur Sellers

### Trama
- Special guest star: Terry O'Quinn, Jeff Kober

## Incrocio di lune
- Titolo originale: Moon cross
- Diretto da: Sandy Smolan
- Scritto da: Carol Flint

### Trama
- Special guest star: Kelli Williams

## Si vive meglio con la morganite
- Titolo originale: Better Living Through Morganite, Part I
- Diretto da: Jim Charleston
- Scritto da: P.K. Simonds

## Il segreto di Yale
- Titolo originale: Better Living Through Morganite, Part II
- Diretto da: Frank De Palma
- Scritto da: P.K. Simonds

### Trama
- Special guest star: Kelli Williams

## Il mistero dei Grendlers
- Titolo originale: Grendlers in the Myst
- Diretto da: Janet Davidson
- Scritto da: Heather MacGillvray e Linda Mathious

### Trama
- Special guest star: Tim Ransom e Francia DiMase

## Un amore da sogno
- Titolo originale: The greatest love story never told
- Diretto da: James Frawley
- Scritto da: Mark Levin e Jennifer Flackett

### Trama
- Special guest star: Patrick Bauchau, Lilyan Chauvin, Andrew J. Ferchland, Roy Dotrice

## Un'attrazione incredibile
- Titolo originale: Brave New Pacifica
- Diretto da: Joe Napolitano
- Scritto da: Carol Flint

## Il vecchio terriano
- Titolo originale: After the Thaw
- Diretto da: Michael Grossman
- Scritto da: Théo Cohan

## Il futuro di Uly
- Titolo originale: The boy who would be Terrian king
- Diretto da: Jim Charleston
- Scritto da: Heather MacGillvray e Linda Mathious

### Trama
- Special guest star: Michael Reilly Burke, Nicholas Sadler

## Emozioni
- Titolo originale: Surviva of the fittest
- Diretto da: John Harrison
- Scritto da: John Harrison

## I figli dei fiori
- Titolo originale: Flower child
- Diretto da: Jim Charleston
- Scritto da: Carl Cramer

## Incontri nel cyberspazio
- Titolo originale: All about Eve
- Diretto da: John Harrison
- Scritto da: Robert Crais

### Trama
Con l'arrivo della primavera, i pionieri hanno ripreso il viaggio alla volta di New Pacifica, ma una malattia letale colpisce tutti i membri del gruppo. Julia non riesce a trovare una cura per arrestare l'epidemia. Quando ha ormai perso ogni speranza, nella realtà virtuale Martin riceve un messaggio da uno sconosciuto che afferma di conoscere una cura. Secondo le istruzioni ricevute, Martin guida il gruppo fino al relitto di un'astronave schiantatasi cento anni prima. Si scoprirà che il consiglio aveva già colonizzato il pianeta usandolo come colonia penale, al fine di aumentare le proprie conoscenze.
- Special guest star: Terry O'Quinn, Christopher Neame e Margaret Gibson